# Honda RA300
A Honda RA300 egy korábbi Formula–1-es autó, melyet a Honda épített az 1967-es szezonra, az 1968-as szezon első versenyén is használták az autót. Olaszországban mutatkozott be a japánok RA300 nevű autója, amelyet valójában az amerikai Lola cég fejlesztett a V12-es Honda-motor köré.

## Tervezés

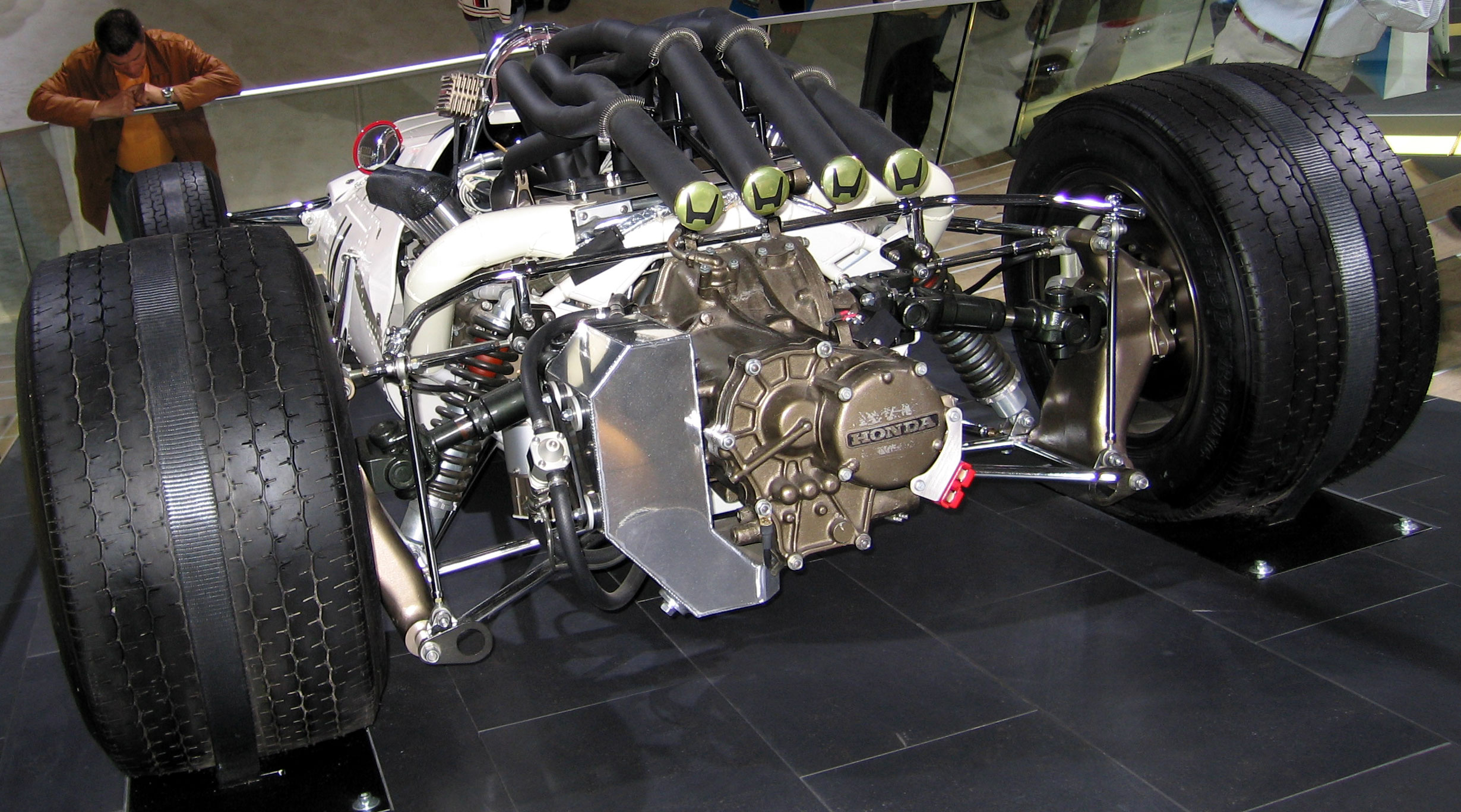
A RA300 motorja.

1967-ben a Honda az ex Formula–1-es világbajnok John Surteest szerződtette, aki nem sokkal korábban összerúgta a port Enzo Ferrarival. Egy olyan pilótát sikerült szerződtetniük, aki nemcsak remekül vezetett, hanem hasznos tanácsokkal is tudta őket segíteni az autó fejlesztésében. A korábban motorkerékpárral is világbajnokságot nyerő brit látva a japánok vergődését, rábeszélte a csapatot, hogy a kocsiszekrényt a Lolával gyártassák le. A versenyautó-gyártásra szakosodott műhely azonnal le is faragott 120 kilót a japánok autójából, miközben a Honda tovább izmosította a V12-es motorját, ami 420 LE-re is képes volt.

## Szezon

### 1967
Surtees a szezont a RA273-mal kezdte meg. Az első futam után egy hullámvölgy következett, majd Monzában bebizonyosodott, hogy a RA300 ütőképes autó. Surtees a bemutatkozó versenyen megszerezte a győzelmet, miután Graham Hill és a bravúrosan felzárkózó Jim Clark autója is felmondta a szolgálatot, ő pedig az utolsó körben megelőzte Jack Brabhamet. A Honda konstruktőrök bajnokságában a negyedik helyet szerezte meg, és Surtees szintúgy negyedik lett egyéni versenyben. Az első versenyét drámai körülmények között megnyerő RA300 volt a Honda versenymotorja a szezon hátralévő részében.
Watkins Glenben a 96. körben a generátor romlott el az autóban, ami miatt fel kellett a brit pilótának adnia a versenyt. A szezonzáró mexikói nagydíjon a hetedik rajtkockából a negyedik helyen fejezte be a versenyt egy kör hátrányban a győztes Jim Clark-hoz képest. A vállalat bekerült a Formula–1 elitjébe, hiszen a konstruktőrök világbajnokságában a negyedik helyet szerezte meg, és Surtees szintúgy negyedik lett az összetett egyéni versenyben.

### 1968
Az 1968-as szezonban az év első versenyén Dél-Afrikában is a RA300 volánja mögött indult Surtees. A rajtnál Stewart vette át a vezetést Jim Clark előtt, Graham Hill a hetedik helyre esett vissza, Surtees, Jack Brabham és Chris Amon is elé került. Végül a nyolcadik helyen ért célba öt kör hátrányban a győzteshez képest. A szezon további részében az új fejlesztésű Honda RA301-et használta a csapat továbbra is.

## Teljes Formula–1-es eredménylistája
(Táblázat értelmezése)

(Félkövér: pole-pozícióból indult; dőlt: leggyorsabb kört futott) 

| Év   | Konstruktőr  | Motor            | Gumi | Versenyzői   | 1   | 2   | 3   | 4   | 5   | 6   | 7   | 8   | 9   | 10  | 11  | 12  | Pont | WCC |
| ---- | ------------ | ---------------- | ---- | ------------ | --- | --- | --- | --- | --- | --- | --- | --- | --- | --- | --- | --- | ---- | --- |
| 1967 | Honda Racing | Honda RA273E V12 | F    |              | RSA | MON | NED | BEL | FRA | GBR | GER | CAN | ITA | USA | MEX |     | 201  | 4.  |
| 1967 | Honda Racing | Honda RA273E V12 | F    | John Surtees |     |     |     |     |     |     |     |     | 1   | Ki  | 4   |     | 201  | 4.  |
| 1968 | Honda Racing | Honda RA273E V12 | F    |              | RSA | ESP | MON | BEL | NED | FRA | GBR | GER | ITA | CAN | USA | MEX | 142  | 6.  |
| 1968 | Honda Racing | Honda RA273E V12 | F    | John Surtees | 8   |     |     |     |     |     |     |     |     |     |     |     | 142  | 6.  |

1 8 pontot a Honda RA273 szerzett.

2 Az összes 14 pontot a Honda RA301 szerezte.

## Galéria

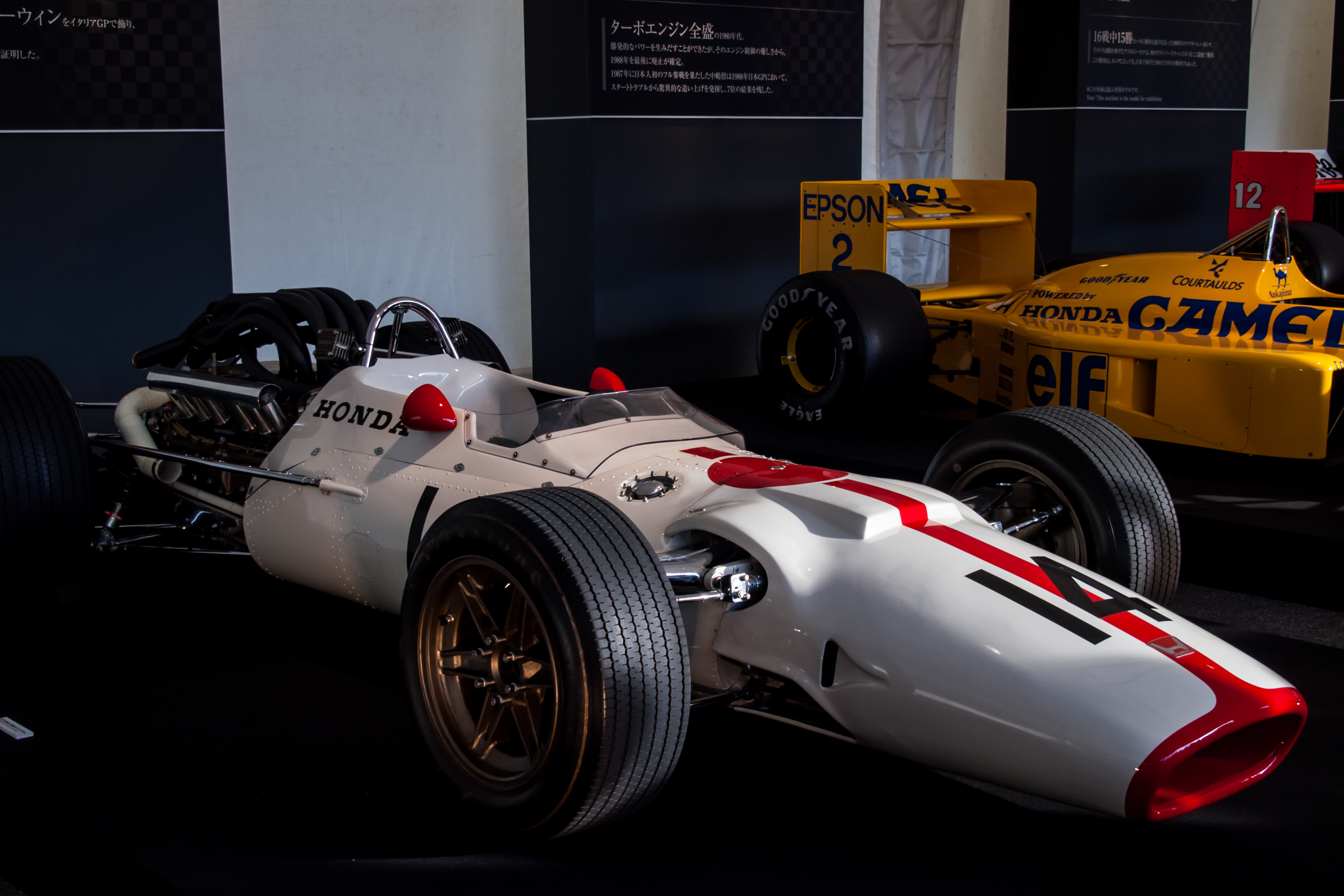
A Honda RA300 a Honda kiállításon.
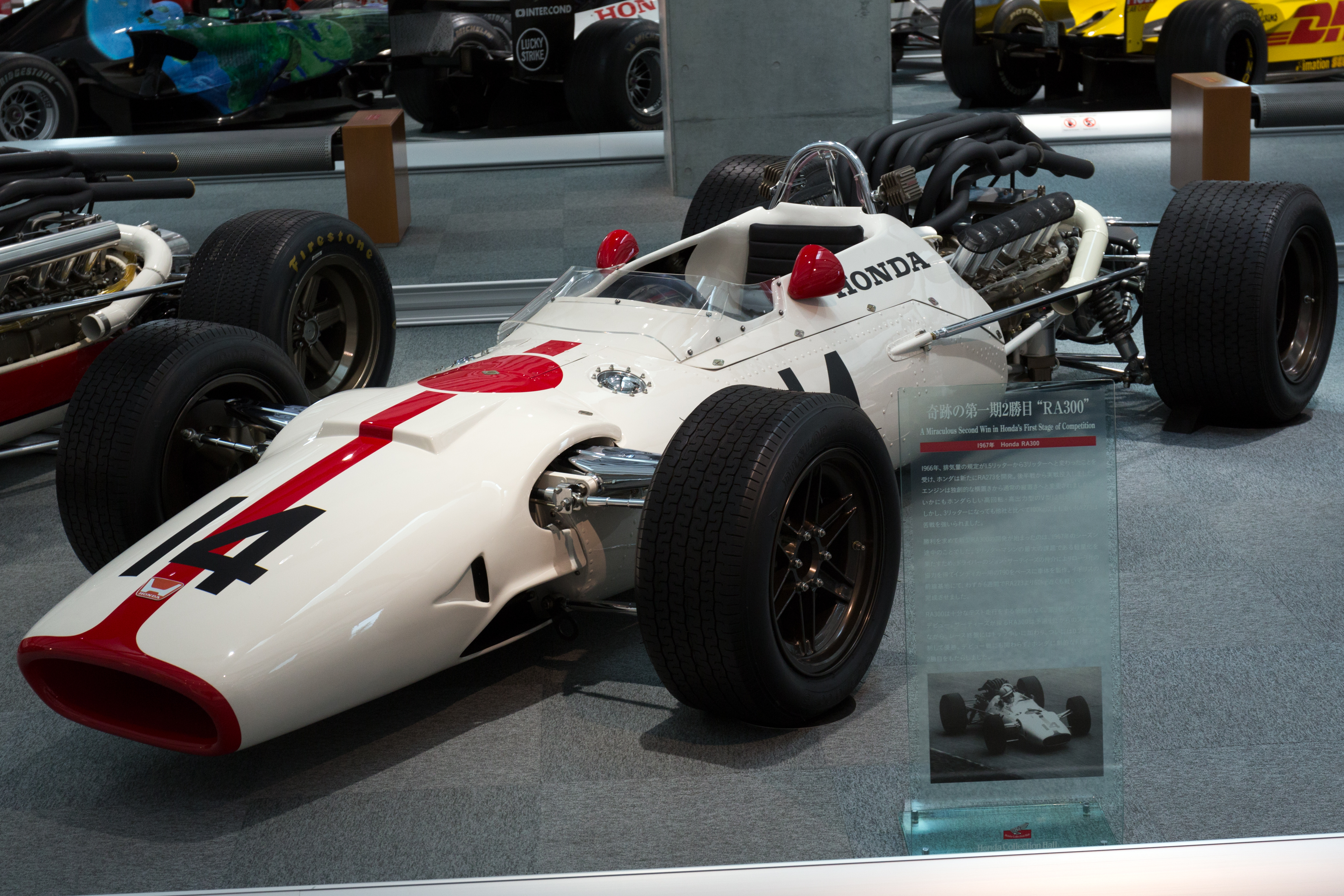
A Honda RA300 a Honda kiállításon.
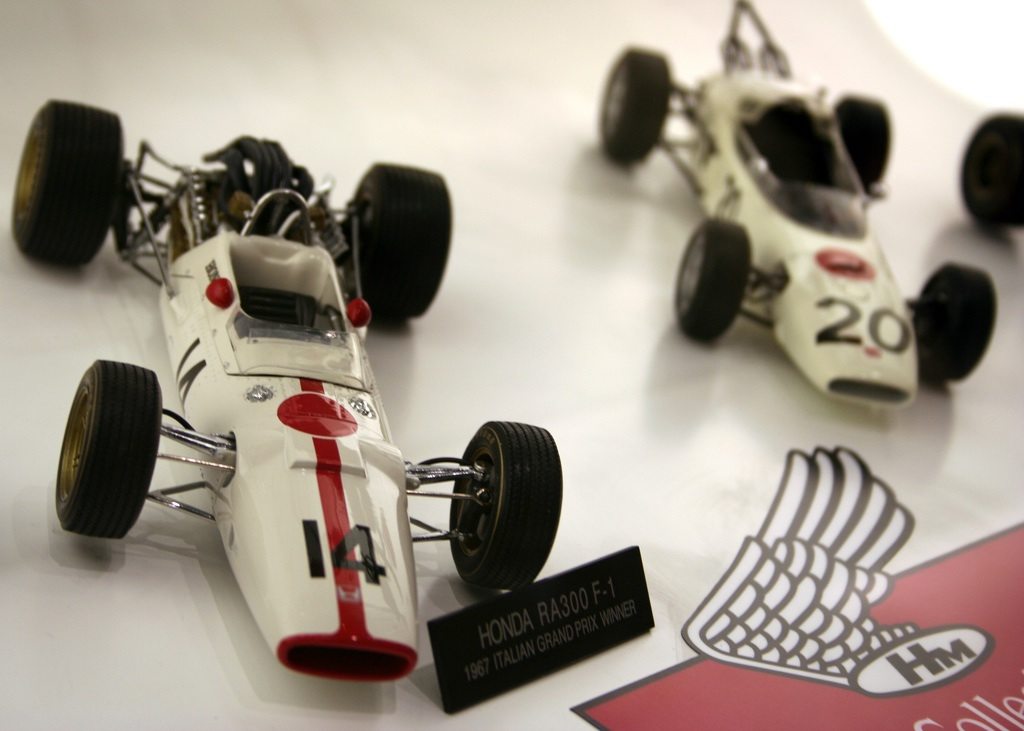
A Honda RA300 a Honda kiállításon.
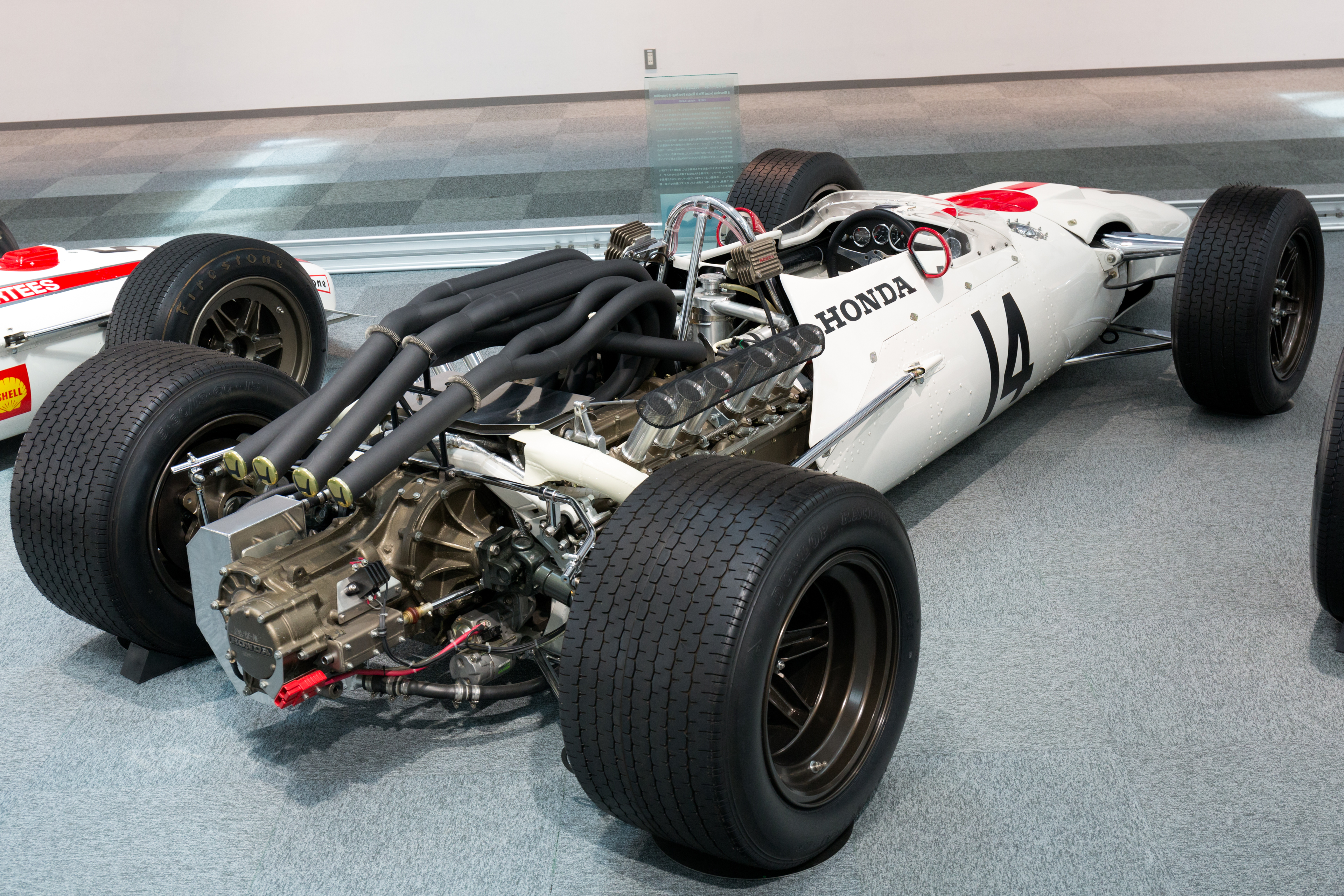
A Honda RA300 a Honda kiállításon.
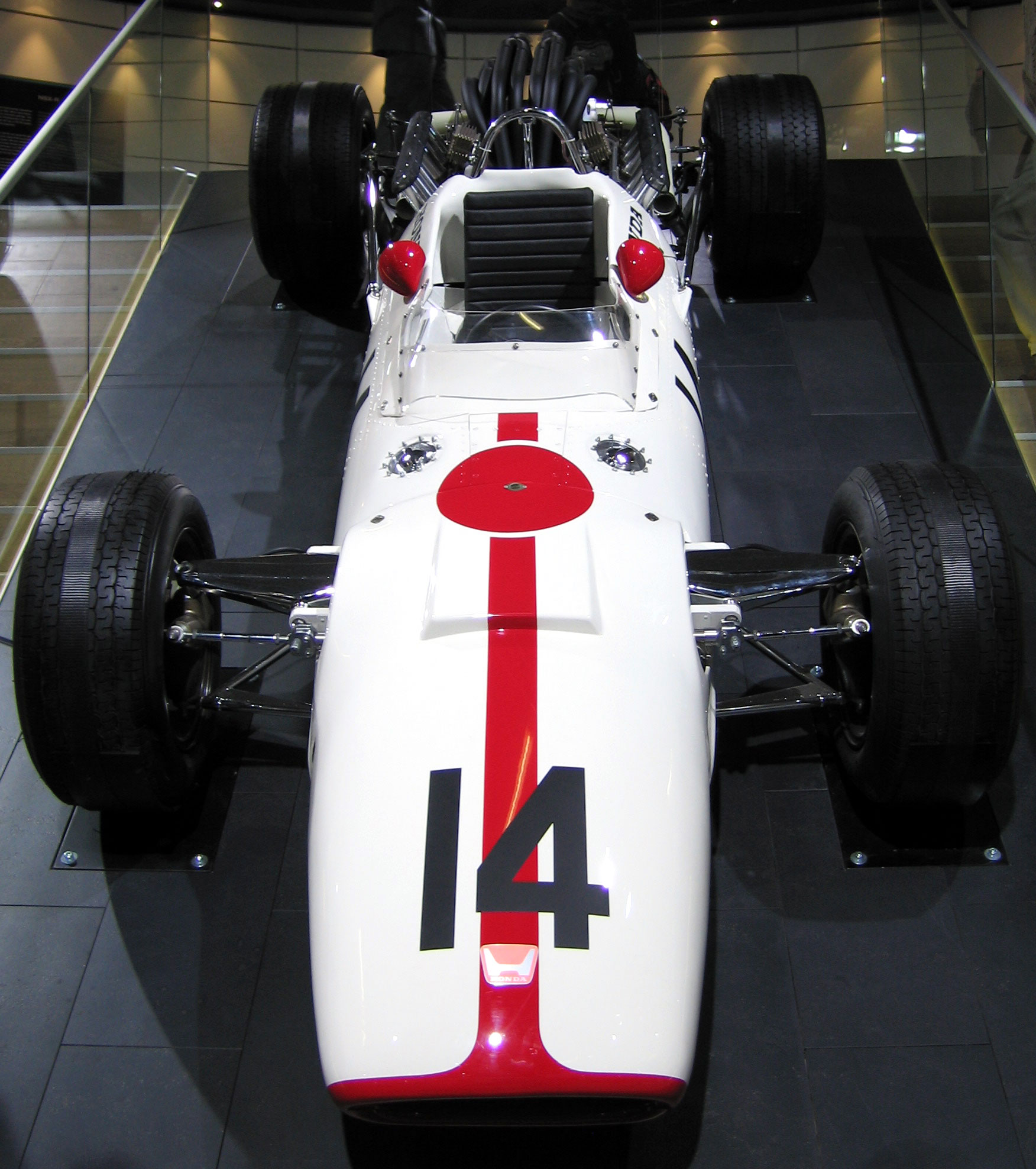
A Honda RA300 a Honda kiállításon.
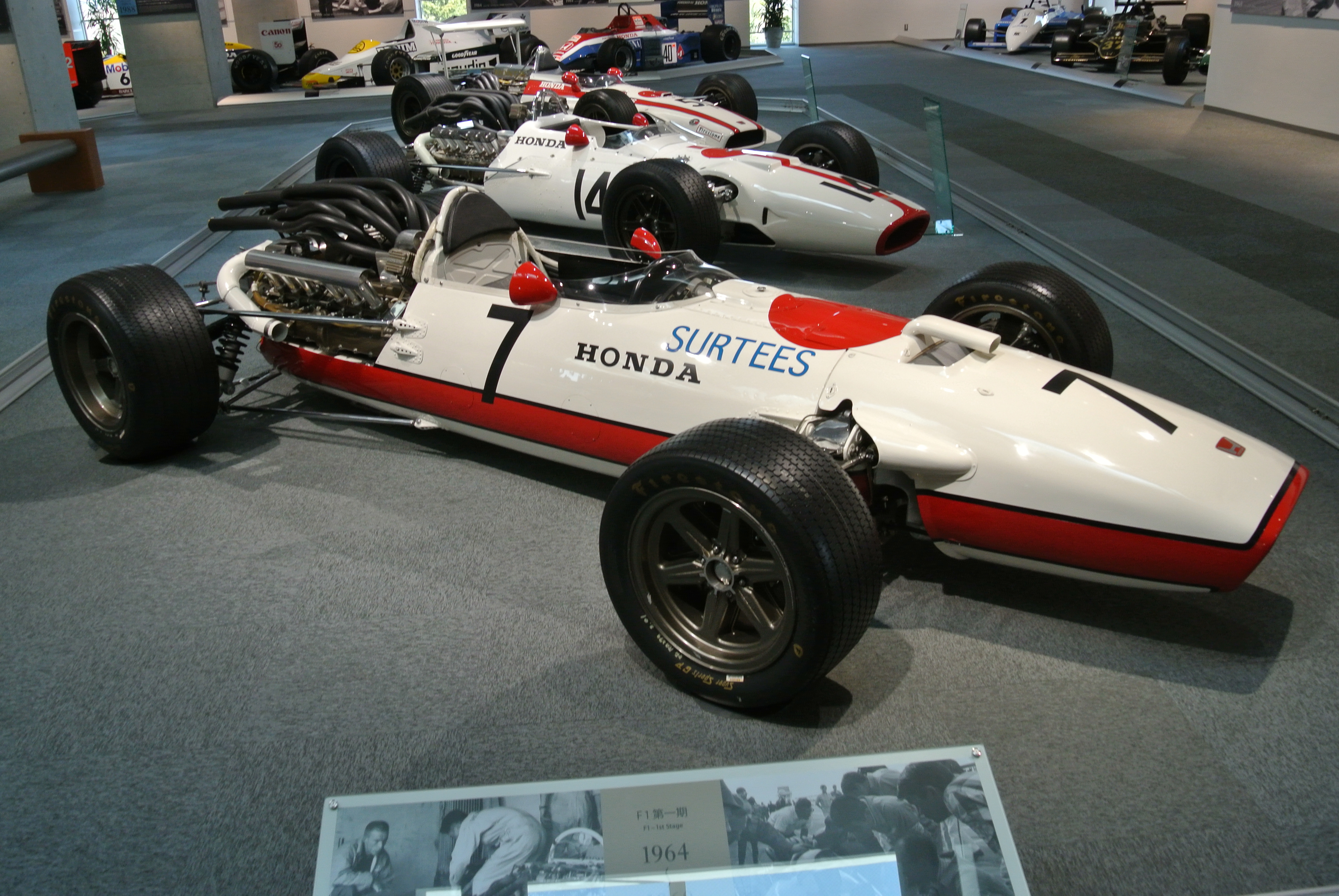
A Honda RA300 a Honda kiállításon.
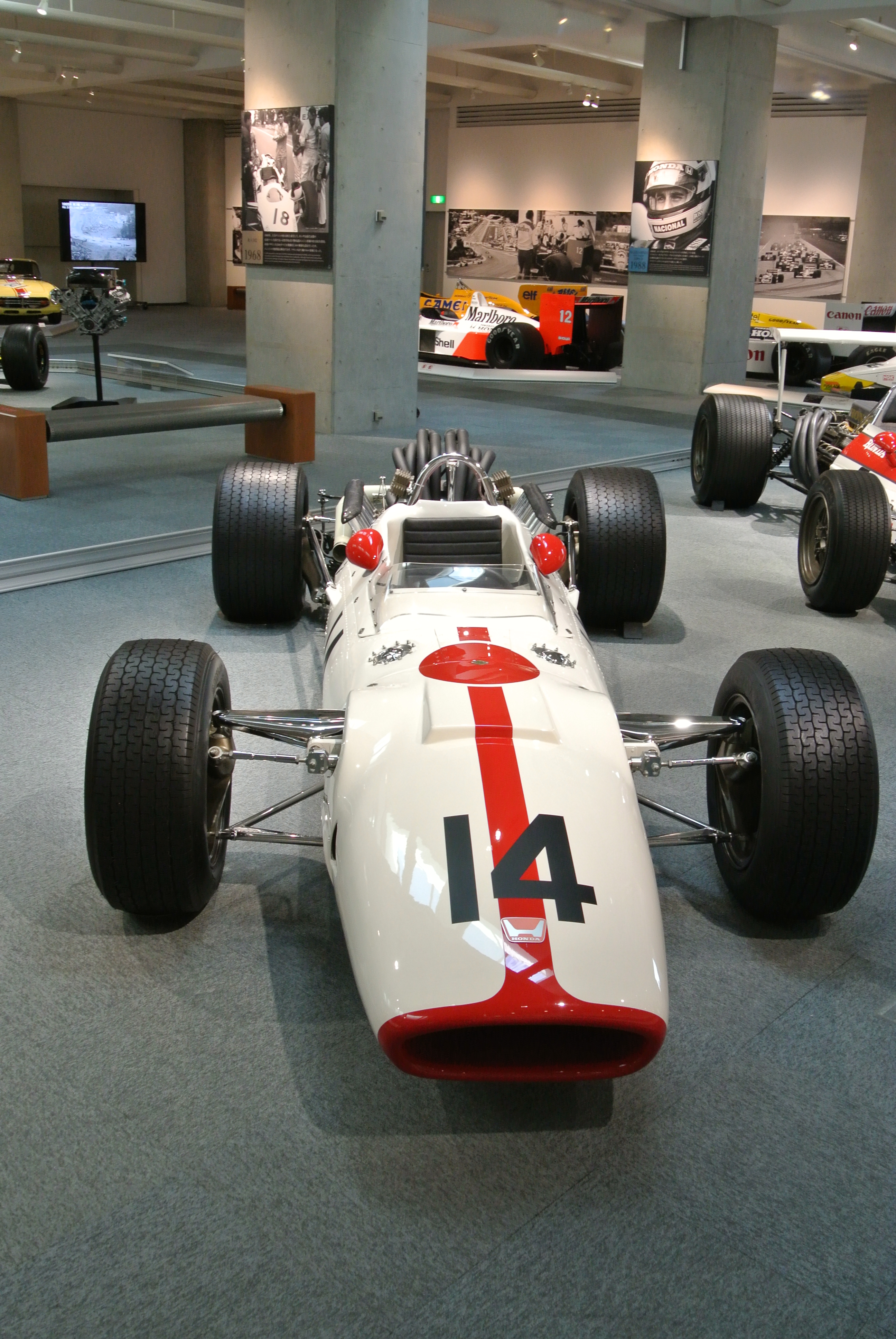
A Honda RA300 a Honda kiállításon.